# Sarcoptilus bollonsi
Sarcoptilus bollonsi är en korallart som först beskrevs av Benham 1906.  Sarcoptilus bollonsi ingår i släktet Sarcoptilus och familjen Pennatulidae. Inga underarter finns listade i Catalogue of Life.